# 宝暁峰
宝 暁峰（ほうぎょうほう、1979年11月22日 - ）は、中国中央電視台に所属する中国のニュースキャスター。

## 経歴
1979年11月22日、内モンゴル自治区フフホト市で生まれる。新華街小学、フフホト市実験中学、メート高等学校を経て、2001年、北京広播学院（現在の中国伝媒大学）播音（ラジオ）系を卒業。大学を卒業して、中国中央電視台に入った。2020年9月12日、同局のメインニュース番組『新聞聯播』のアナウンサーに抜擢された。

## テレビ番組
- 『新聞聯播』